# Bitwa na Równinie Abrahama
Bitwa na Równinie Abrahama (zwana także bitwą o Quebec) – starcie zbrojne, które miało miejsce podczas wojny o kolonie amerykańskie, stanowiącej północnoamerykański front wojny siedmioletniej. Była to decydująca bitwa w serii konfliktów pomiędzy Wielką Brytanią i Francją o dominację w Ameryce Północnej.

## Przebieg

Pierwsza faza bitwy

Odwrót Francuzów

Chociaż sama bitwa odbyła się 13 września i trwała zaledwie pół godziny, przygotowania do niej zajęły parę tygodni. 26 czerwca brytyjska flota pod dowództwem admirała Charlesa Saundersa wylądowała na wyspie Île d’Orléans. Flota składająca się z 49 okrętów wyposażonych w sumaryczną liczbę 1944 dział i liczącą 13 500 członków załogę. Flocie towarzyszyło 140 mniejszych statków transportujących brytyjską armię lądową składającą się w sumie z 8 640 żołnierzy, w tym 7 360 Brytyjczyków (w tym 330 artylerzystów) i 1280 Amerykanów. Pierwsza próba brytyjskiego desantu pod Wodospadem Montmorency 31 lipca nie powiodła się. Brytyjczycy po odniesieniu niewielkich strat zmuszeni zostali do wycofania się. Większa część floty brytyjskiej cofnęła się w dół rzeki w poszukiwaniu dogodnego miejsca do lądowania. Po drodze niszczono także farmy i magazyny. W tym samym czasie rozpoczęło się bombardowania miasta przez flotę brytyjską.
W tym okresie przygotowań do bitwy Brytyjczycy zyskali przewagę strategiczną przejmując kontrolę nad rzeką i jej brzegami. Wybór miejsca lądowania był niespodziewany. Armia wyszła na brzeg 10 września u podnóża wysokiego, 53-metrowego klifu, na którym leży Québec. Mimo bliskości przeciwnika Brytyjczycy zdołali wylądować oraz zdobyć klif i baterię dział na nim zainstalowaną. Szczyt klifu broniony był przez około stu członków kanadyjskiej milicji. Brytyjczycy po mistrzowsku wykorzystali element zaskoczenia. Praktycznie bez strat 5 140 żołnierzy armii brytyjskiej zajęło umocnione pozycje na Równinie Abrahama, na przedpolach miasta.
Montcalm, dowódca sił francuskich miał do dyspozycji 13 390 zbrojnych w tym ochotników, milicję i Indian, podzielił jednak swe siły zatrzymując połowę w wojsk w odwodzie. Montcalm nie musiał przyjmować bitwy. Twierdza w Québecu była dobrze przygotowana do obrony. Ufny jednak w swe siły dał przeciwnikowi pola.
Wolfe zdecydował się na podjęcie frontalnego ataku. Ze względu na rozległość pola walki zastosował typowo angielskie, nieznane Montcalmowi ustawienie wojska, tak zwane thin red line „cienka czerwona linia” – cienka, gdyż szereg był głęboki na zaledwie dwóch żołnierzy, a czerwona, gdyż mundury Brytyjczyków miały kolor czerwony. Pierwszy zaatakował Montcalm, co było zasadniczym błędem. Choć w początkowym starciu został śmiertelnie raniony Wolfe, nie zmieniło to obrazu bitwy. Zdyscyplinowani i dobrze wyszkoleni Brytyjczycy wykonali manewr podejścia. Gdy zbliżyli się do oddziałów francuskich na około 40 kroków, Brytyjczycy oddali strzały z podwójnie naładowanych muszkietów. Potężna salwa wprowadziła chaos w szeregach francuskich. Armia francuska zmuszona była do bezładnego wycofania się, w czasie którego został śmiertelnie ranny Montcalm. W tym momencie oddziały brytyjskie mogły zwrócić się w stronę niczego nieprzeczuwających francuskich odwodów. Ich dowódca, a zarazem gubernator generalny Nowej Francji Pierre-François de Rigaud, na wieść o klęsce Montcalma i zbliżających się Brytyjczyków, pospiesznie nakazał odwrót swych oddziałów. Brytyjczycy uzyskali pełną kontrolę nad terenem i przystąpili do bombardowania twierdzy i miasta. Trzydniowy zmasowany ogień kierowany z lądu i wody zmusił Francuzów do poddania miasta 18 września.